# Johannes Wäber

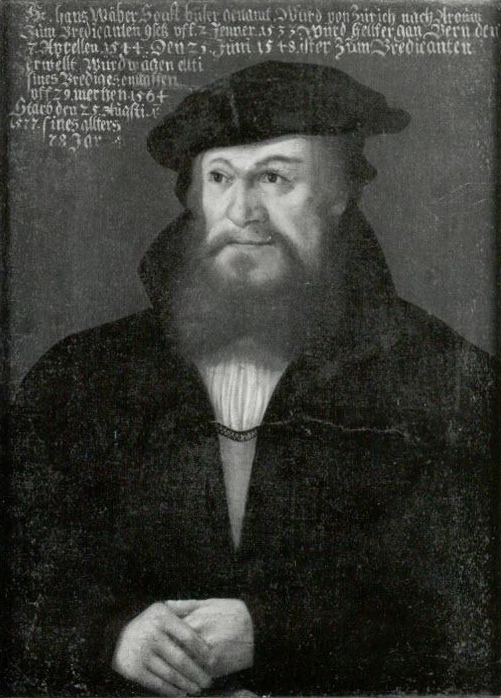
Johannes Wäber, anonymes Bildnis (nach 1577)

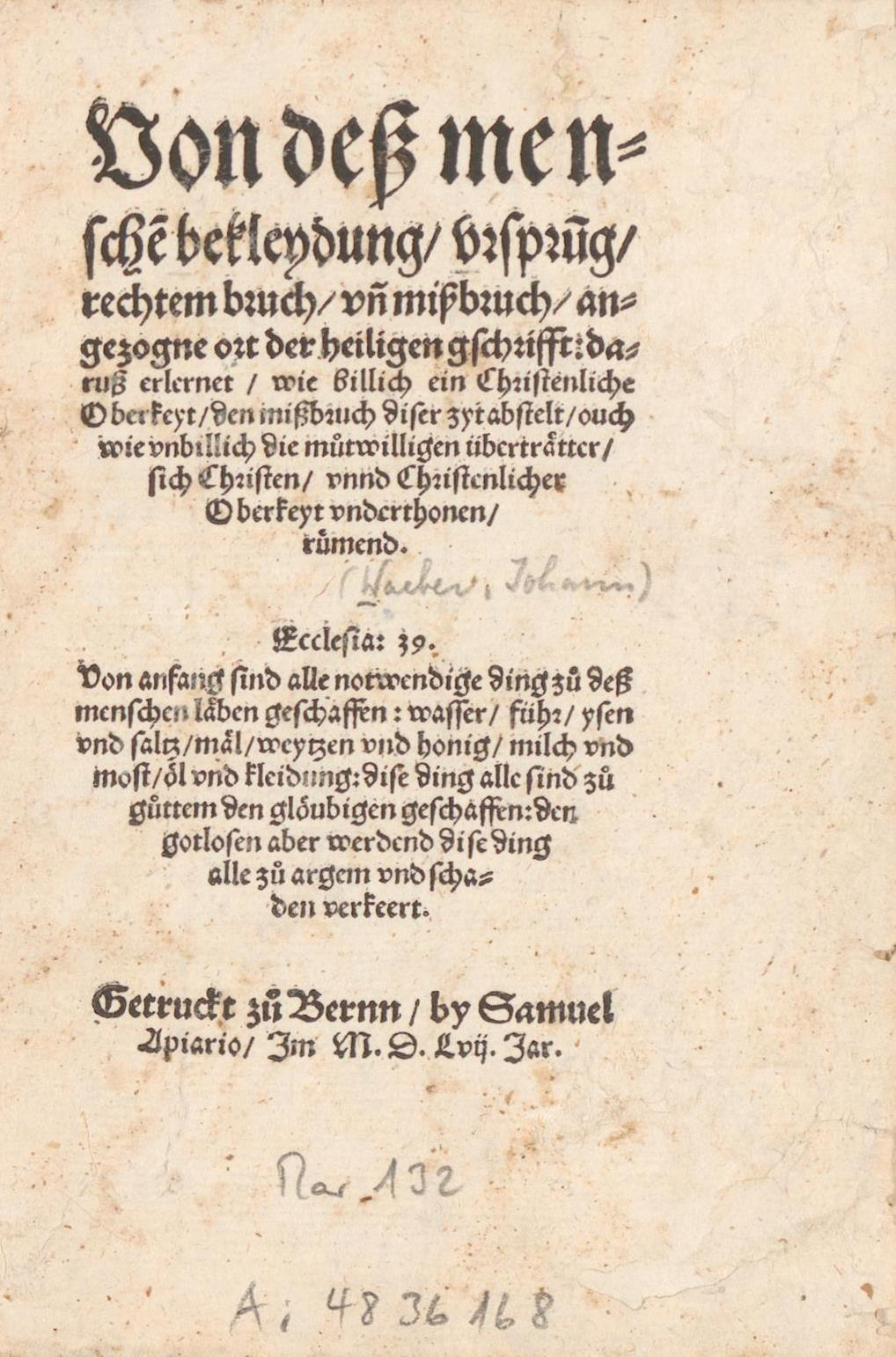
Von dess menschen bekleydung [...], Titelblatt (1557)

Johannes Wäber (auch Johannes Textor oder Textorius) (* 6. Januar 1499 in Spreitenbach; † 25. August 1577 in Bern) war ein Schweizer Theologe.
Johannes Wäber war der Sohn des Webers Hans Büler und der Margaretha Leuthard aus Merenschwand. Er besuchte 1511 bis 1513 die Schule in Zürich und war danach Scholar in Bern, Aarau, St. Gallen, Neuburg an der Donau, Nürnberg, Schwabach, Erfurt, Coburg und Ansbach. Er wurde 1522 zum Priester geweiht und war bis 1532 als Pfarrer von Hedingen tätig, wo er 1522 bis 1524 eine namentlich nicht bekannte Konkubine hielt. 1524 trat er zur Reformation über und heiratete Margaretha Siggenthaler (1494–1553), die ehemalige Äbtissin von Rathausen. 1532 verlor er seine Pfarrstelle und wurde 1533 Prädikant in Aarau. 1544 wurde er Helfer am Berner Münster, erhielt das bernische Burgerrecht und wurde 1548 Prädikant daselbst. 1553 ehelichte er Elisabeth Bannwart (1531–1567) aus Schafhausen. Altershalber wurde er 1565 mit einem Leibgedinge aus dem Predigtamt entlassen, blieb jedoch Mitglied des Konvents. 1568 ehelichte er seine Dienstmagd Dorothea Grendelmeier. Mit seiner dritten Ehe brachte er den Kleinen Rat und das Konvent derart gegen sich auf, dass er strafweise als Pfarrer auf dem Staufberg berufen wurde, was er nur durch einen Appell an den Kleinen Rat abwenden konnte.

## Schriften
- „Von dess menschen bekleydung, ursprung, rechtem bruch, und missbruch, angezogne ort der heiligen gschrifft: daruss erlernet, wie billich ein Christenliche Oberkeyt, den missbruch diser zyt abstelt, ouch wie unbillich die muotwilligen überträtter, sich Christen, unnd Christenlicher Oberkeyt underthonen, rümend“ ([Fragment], Bern 1557. doi:10.3931/e-rara-912)